# Campionati mondiali juniores di ginnastica ritmica 2019
I I Campionati mondiali juniores di ginnastica ritmica si sono svolti a Mosca, nel Complesso olimpico Lužniki, dal 19 al 21 luglio 2019. Sono state ammesse a partecipare alla competizione tutte le ginnaste nate tra il 2004 e il 2006.

## Programma
Orari in UTC+3
- Venerdì 19 luglio

9:00 - 10:25 Qualificazioni individuali fune e palla - Gruppo A
10:40 - 12:05 Qualificazioni individuali fune e palla - Gruppo B
13:15 - 14:45 Qualificazioni individuali fune e palla - Gruppo C
15:00 - 16:30 Qualificazioni individuali fune e palla - Gruppo D
17:30 - 18:00 Cerimonia di apertura
18:30 - 21:00 Concorso generale gruppi (5 cerchi e 5 nastri)
- Sabato 20 luglio

9:00 - 10:25 Qualificazioni individuali clavette e nastro - Gruppo A
10:40 - 12:05 Qualificazioni individuali clavette e nastro - Gruppo B
13:15 - 14:45 Qualificazioni individuali clavette e nastro - Gruppo C
15:00 - 16:30 Qualificazioni individuali clavette e nastro - Gruppo D
18:30 - 21:00 Concorso generale gruppi (5 cerchi e 5 nastri)
- Domenica 21 luglio

12:00 - 12:35 Finale individuale fune
12:35 - 13:10 Finale individuale palla
13:25 - 14:10 Finale gruppi 5 cerchi
14:20 - 14:55 Finale individuale clavette
14:55 - 15:30 Finale individuale nastro
15:45 - 16:30 Finale gruppi 5 nastri
16:45 - 17:45 Gala e cerimonia di chiusura

## Nazioni partecipanti
- Armenia (8)
- Australia (7)
- Austria (8)
- Azerbaigian (7)
- Belgio (2)
- Bielorussia (9)
- Bolivia (2)
- Brasile (10)
- Bulgaria (10)
- Canada (8)
- Cina (1)
- Cipro (2)
- Colombia (3)
- Corea del Sud (4)
- Croazia (2)
- Danimarca (1)
- Egitto (9)
- Estonia (7)
- Filippine (2)
- Finlandia (8)
- Francia (3)
- Georgia (8)
- Germania (7)
- Giappone (7)
- Grecia (9)
- Hong Kong (2)
- Indonesia (1)
- Israele (8)
- Italia (7)
- Kazakistan (8)
- Kirghizistan (4)
- Lettonia (4)
- Libano (3)
- Lituania (7)
- Malaysia (9)
- Messico (3)
- Moldavia (8)
- Montenegro (1)
- Norvegia (8)
- Nuova Zelanda (2)
- Polonia (8)
- Portogallo (2)
- Regno Unito (2)
- Romania (7)
- Russia (10)
- San Marino (2)
- Serbia (1)
- Singapore (8)
- Slovacchia (7)
- Slovenia (1)
- Spagna (9)
- Stati Uniti (8)
- Sudafrica (1)
- Thailandia (1)
- Turchia (3)
- Ucraina (7)
- Ungheria (9)
- Uzbekistan (7)

## Podi
| Evento      | Oro | Punti   | Argento | Punti   | Bronzo | Punti   |
| Individuale | |         | |         | |         |
| Fune        | Anastasia Simakova | 20.600  | Sofia Raffaeli | 19.050  | Arzu Jalilova | 17.400  |
| Palla       | Lala Kramarenko | 21.525  | Arzu Jalilova | 19.200  | Noga Block | 18.950  |
| Clavette    | Lala Kramarenko | 20.750  | Sofia Raffaeli | 19.450  | Adi Asya Katz | 19.250  |
| Nastro      | Darija Sergaeva | 17.650  | Adi Asya Katz | 17.100  | Salma Solaun | 16.750  |
| A squadre   | |         | |         | |         |
| Completo    | Russia Individualiste Lala Kramarenko Darija Sergaeva Anastasia Simakova Squadra Anna Batasova Amina Khaldarova Elizaveta Koteneva Aleksandra Semibratova Dana Semirenko Alisa Tiščenko | 131.150 | Italia Individualiste Sofia Raffaeli Squadra Siria Cella Alessia Leone Alexandra Naclerio Serena Ottaviani Vittoria Quoiani Giulia Segatori | 119.100 | Israele Individualiste Noga Block Adi Asya Katz Sonia Leyfman Squadra Amit Hedvat Emili Malka Mishel Mihailetz Romi Paritzki Diana Svertsov | 113.800 |
| A gruppi    | |         | |         | |         |
| 5 cerchi    | Russia Anna Batasova Amina Khaldarova Elizaveta Koteneva Aleksandra Semibratova Dana Semirenko Alisa Tiščenko                                                                           | 26.250  | Italia Siria Cella Alessia Leone Alexandra Naclerio Serena Ottaviani Vittoria Quoiani Giulia Segatori                                       | 25.100  | Bielorussia Palina Aliaksandrava Yauheniya Kel Polina Kovalyova Viktoriya Padkidysh Palina Slancheuskaya Marharyta Yatseuskaya              | 24.650  |
| 5 nastri    | Russia Anna Batasova Amina Khaldarova Elizaveta Koteneva Aleksandra Semibratova Dana Semirenko Alisa Tiščenko                                                                           | 21.450  | Bielorussia Palina Aliaksandrava Yauheniya Kel Polina Kovalyova Viktoriya Padkidysh Palina Slancheuskaya Marharyta Yatseuskaya              | 19.550  | Israele Amit Hedvat Emili Malka Mishel Mihailetz Romi Paritzki Diana Svertsov                                                               | 19.000  |
| Completo    | Russia Anna Batasova Amina Khaldarova Elizaveta Koteneva Aleksandra Semibratova Dana Semirenko Alisa Tiščenko                                                                           | 49.550  | Italia Siria Cella Alessia Leone Alexandra Naclerio Serena Ottaviani Vittoria Quoiani Giulia Segatori                                       | 45.100  | Bielorussia Palina Aliaksandrava Yauheniya Kel Polina Kovalyova Viktoriya Padkidysh Palina Slancheuskaya Marharyta Yatseuskaya              | 43.100  |

## Medagliere
| Pos.   | Paese       | Oro | Argento | Bronzo | Totale |
| ------ | ----------- | --- | ------- | ------ | ------ |
| 1      | Russia      | 8   | 0       | 0      | 8      |
| 2      | Italia      | 0   | 5       | 0      | 5      |
| 3      | Israele     | 0   | 1       | 4      | 5      |
| 4      | Bielorussia | 0   | 1       | 2      | 3      |
| 5      | Azerbaigian | 0   | 1       | 1      | 2      |
| 6      | Spagna      | 0   | 0       | 1      | 1      |
| Totale | Totale      | 8   | 8       | 8      | 24     |